# Ren Zhuge
Ren Zhuge, romanización del idioma chino 諸葛仁) (1956) es un botánico chino, que ha trabajado extensamente en el "Instituto de Botánica", de la Academia China de las Ciencias.
- La abreviatura «R.Zhuge» se emplea para indicar a Ren Zhuge como autoridad en la descripción y clasificación científica de los vegetales.[1]